# Конституція Техасу

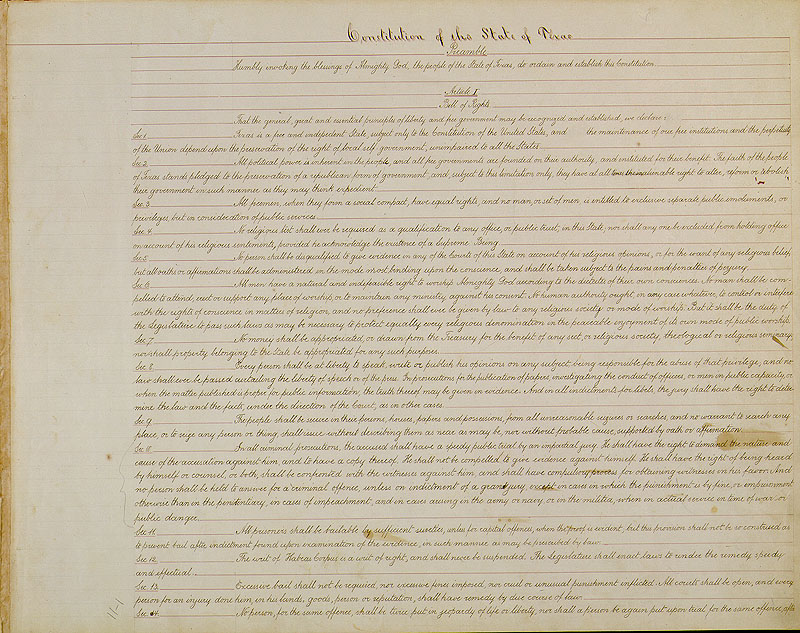
Текст Конституції Техасу 1876 року

Конституція штату Техас — документ, який описує структуру і функції уряду американського штату Техас.
Поточний документ набув чинності 15 лютого 1876, і є сьомою конституцією в історії Техасу. Шість попередніх включали в себе конституцію мексиканського штату Коауїла-і-Техас, конституцію Республіки Техас 1836, а також конституції штату 1845, 1861, 1866, і 1869 років.
Чинна Конституція є однією з найдовших конституцій штатів в США. З моменту її первинного прийняття по листопад 2011 року було запропоновано в цілому 653 поправки, 474 з яких були затверджені виборцями, а 179 були відхилені.
Більшість поправок обумовлені обмежувальним характером документа — Конституція Техасу стверджує, що штат Техас має лише ті повноваження, які явно надані йому. У ній немає еквівалента поняття «права законодавчого органу на прийняття всіх необхідних і належних законів», існуючого в федеральної конституції. Таким чином, Конституція Техасу є лімітуючим документом, в той час як федеральна конституція є документом, що надає права. Проте, конституція Техасу коротше конституції Алабами, кількість поправок в яку перевалило за 800, незважаючи на те, що конституція була прийнята через 25 років після нинішньої конституції Техасу, а також конституції Каліфорнії, що дозволяє вносити поправки шляхом ініціативи.

## Статті Конституції Техасу

### Преамбула
|  | Смиренно просячи благословення Всемогутнього Бога, ми, народ штату Техас, урочисто проголошуємо і встановлюємо цю Конституцію |

### Стаття 1: «Білль про права»
Перша стаття техаської конституції містить білль про права. Стаття спочатку містила 29 розділів, чотири розділи були додані пізніше. Більшість положень статті стосуються конкретних принципових обмежень на силу державної влади і певні права громадян, які не можуть бути проігноровані за яких обставин.
|                       | Вся політична влада полягає в людях, і всі вільні уряду засновані на їх повноваженнях, і встановлені для їх користі. Довіра народу Техасу засноване на обітниці збереження республіканської форми правління, і, з урахуванням цього тільки цього обмеження, у людей Техасу в усі часи є невід'ємне право вносити зміни, реформувати або скасувати уряд в тому порядку, який вони вважатимуть доцільним |
| — Стаття 1, частина 2 | |

Дане положення Конституції Техасу застосовуються тільки до уряду штату Техас. Тим не менше, ряд положень федеральної конституції може застосовуватися як до конституції штату, так і до федеральної конституції, за умови проведення належної правової процедури, введеної 14-ю поправкою. Це означає, що суди Техасу повинні інтерпретувати дублюються положення федеральної і місцевої конституції, таких, як свобода слова, принаймні так само широко, як це роблять федеральні суди. Суди Техасу можуть (але не зобов'язані) інтерпретувати положення більш широко, ухваливши, що вони обмежують владу штатів більше, ніж федеральні колеги (Брейден, 1972).
Четверта частина статті забороняє посадовим особам вимагати проведення будь-яких релігійних тестів, якщо вони «визнають існування вищої істоти». Остання вимога, а також аналогічні положення в кількох інших конституціях штатів, порушує першу поправку забороняє підтримку будь-якої релігії (а також включає право не сповідувати і не практикувати ніякої релігії), а більш конкретно порушує шосту статтю Конституції США, яка забороняє будь-які релігійні перевірки для отримання державної посади. Оскільки проведення подібних тестів майже напевно буде визнано неконституційним у Федеральному суді у випадку їх оскарження, в нинішній час тести не проводяться.
Частина 32 забороняє одностатеві шлюби і одностатеві цивільні союзи. Прийнята в листопаді 2005 року.

### Стаття 2: «Повноваження уряду»
Передбачає поділ повноважень уряду. У ній також вказується, що уряд не має права взяти на себе інші аспекти управління штатом. Що вся влада повинна бути відділена порівну між керуючими органами.

### Стаття 3: «Законодавча влада»
Третя стаття конституції Техасу наділяє законодавчою владою легіслатуру штату Техас і розділяє легіслатуру на Сенат Техасу і Палату Представників. У ній також перераховані вимоги, пропоновані до сенаторів і представникам і регламентуються особливості законодавчого процесу. Нарешті, стаття містить багато істотні обмеження на повноваження законодавчого органу і велика кількість винятків із цих обмежень. Зокрема, розділ 49 обмежує повноваження законодавчого органу залучати позикові кошти, в той час як ряд інших розділів (в тому числі два розділи за іронією що носять однакову назву «49-n») дозволяють законодавчої влади випускати облігації для конкретних цілей. Стаття 66 ввела поняття «резервного фонду штату».
Як і в Конституції США, законопроєкти можуть бути ініційовані будь-який з палат (Розділ 31), але закони для підвищення доходів штату повинні виходити тільки від Палати Представників (Розділ 33).
Крім того, розділ 49a вимагає контролю сум на публічних рахунках штату і очікуваного доходу за дворічний період. Жоден закон штату не може бути прийнятий, якщо на нього не буде грошей (виняток становлять екстрені закони, за які проголосувало 80 % членів обох палат), Контролер штату має повноваження скасовувати і повертати в легіслатуру всі законопроєкти порушують дану вимогу.
Розділ 39 дозволяє законопроєкту набути чинності негайно після його підписання губернатором, якщо закон буде прийнятий 2/3 голосів членів обох палат, якщо інше не зазначено в законопроєкті, в іншому випадку, законопроєкт набирає чинності з 1 вересня (день початку фінансового року штату).

### Стаття 4: «Виконавча влада»
Описує повноваження і обов'язки губернатора, віце-губернатора, державного секретаря, контролера державних рахунків, комісара Головного управління землею, і генерального прокурора. За винятком держсекретаря вищезазначені посадові особи є частиною так званої колегіальної виконавчої системи. Віце-губернатор, як і інші офіційні особи, такі як контролера державних рахунків, комісар Головного управління землею, і генеральний прокурор, обирається окремо від губернатора.
Відповідно до частини 16 цієї статті, віце-губернатор автоматично отримує повноваження губернатора, коли губернатор перебуває за межами штату Техас, незалежно від причини.

### Стаття 5: «Судова влада»
Описує склад, повноваження та юрисдикцію Верховного суду штату, суду у кримінальних апеляціях, районних, окружних та уповноважених судів і світових судів.

### Стаття 6: «Виборче право»
Позбавляє виборчих прав неповнолітніх, злочинців, і людей, які вважаються неосудними судом (хоча законодавчий орган може робити винятки для людей в двох останніх категоріях). Описує правила виборів.

### Стаття 7: «Освіта»
Регламентує положення державних шкіл, притулків і університетів. «… В обов'язки законодавчого органу держави входить введення, забезпечення необхідної підтримки та супроводження ефективної системи безкоштовної освіти в школах» (стаття 7 Конституції Техасу). Ця проблема спливла в ході недавніх судових розглядів з приводу урізання фінансування освіти і обмежень, які штат наклав на місцеві шкільні округи.
У цій статті також обговорюється створення і підтримку постійного університетського фонду(розділи 11, 11a і 11b) і висувається вимога створення «Першокласного університету» (розділ 10, сьогоднішній Техаський університет в Остіні), а також сільськогосподарського та механічного коледжу (розділ 13 , сьогоднішній Техаський університет A & M, який відкрився за сім років до остинского університету). Цікаво, що розділ 13 вимагає, щоб сільськогосподарський і механічний коледж був філією Техаського університету. На практиці ж ці два університети завжди були окремими і сьогодні є флагманами у відповідних системах університетів. Розділ 14 наказує сільськогосподарському і механічному коледжу Прері-В'ю стати частиною техаського сільськогосподарського та механічного коледжу.

### Стаття 8: «Податки і збори»
Восьма стаття накладає різні обмеження на можливість законодавчих та місцевих органів влади призначати податки. Більшість з обмежень стосуються місцевих податків на майно. (Розділ 1e забороняє мати податок штату на майно.)
У Техасі немає прибуткового податку штату з приватних осіб. Розділ 24 прийнятий поправкою в 1993 році, обмежує можливість введення цього податку законодавчими органами. Закон про введення прибуткового податку має бути ратифікований в результаті референдуму, як для того, щоб вступити в силу, так і для прийняття будь-яких поправок до нього, якщо вони ведуть до збільшення «колективної відповідальності» всіх осіб, які підлягають оподаткуванню. Надходження від податку повинні в першу чергу використовуватися для зменшення місцевих податків на майно шкіл, а будь залишок повинен використовуватися для підтримки освіти в штаті.
Подібного обмеження не існує для корпоративного прибуткового податку або аналогічного податку, а в травні 2006 року законодавці замінили податок франшизи на податок з валової виручки.

### Стаття 9: «Округи»
Встановлює правила створення округів і визначенні місця розташування органів управління округів. Стаття також включає кілька положень, що стосуються створення окружних лікарняних районів у зазначених округах, а також інші різні положення, що стосуються аеропортів і психічного здоров'я громадян.

### Стаття 10: «Залізниці»
Містить єдиний розділ, в якому заявляється, що залізниці вважаються «магістралями загального користування» та залізничні перевізники є «звичайними перевізниками». (Цей розділ не має особливого юридичного сенсу, оскільки перевезення навіть усередині одного штату регулюються федеральним агентством Рада Наземного Транспорту США [en]. Вісім інших розділів були скасовані в 1969 році.

### Стаття 11: «Муніципальні утворення»
Визнає округ, як легальну політичну одиницю штату, надає певні повноваження містам і округах, наділяє законодавчим правом формування шкільних округів.
Розділи 4 і 5 присвячені оперированию міст виходячи з чисельності населення. Розділ 4 свідчить, що місто з населенням 5000 осіб і менш має тільки ті повноваження, надані йому за загальним законом. Розділ 5 дозволяє місту, як тільки його населення перевищує 5000, прийняти закони самоврядування за умови, що вони не суперечать техаським і федеральним законам. Місто може змінити зберегти можливість самоврядування, навіть якщо його населення згодом впаде нижче 5000 чоловік. Конституція не надає привілеї самоврядування в округах та інших спеціальних регіонах.

### Стаття 12: «Приватні утворення»
Стаття 12 містить два розділи розпорядчі законодавцям прийняти загальні закони для створення приватних територій і заборона створення приватних утворень спеціальним законом. Чотири інших розділу були скасовані в 1969 році, а ще один в 1993 році.

### Стаття 13: «Назви іспанських і мексиканських земель»
Встановлювала положення про права власності на іспанські та мексиканські землі в спробі задобрити мексиканський уряд після американо-мексиканської війни. Ця стаття була повністю скасована в 1969 році.

### Стаття 14: «Громадські землі та земельне управління»
Стаття містить єдиний розділ про Головного Земельному Управлінні і посади комісара Головного Земельного Управління Техасу. Сім інших розділів були скасовані в 1969 році.

### Стаття 15: «Імпічмент»
Описує процес імпічменту і перераховує причини, за якими можливо оголосити імпічмент суддям. Правом імпічменту наділена палата представників.

### Стаття 16: Загальні положення
Містить різні положення, в тому числі обмеження на процентні ставки, цивільної відповідальності за вбивство і покарання за хабарництво.
Розділ 15 повідомляє, що Техас є штатом комунальної власності.
Розділ 28 забороняє утримання із заробітної плати за винятком виплат колишнім дружинам і аліментів щодо утримання неповнолітніх дітей (проте федеральні закони також передбачають утримання заробітної плати в рахунок погашення боргу за навчання або як прибутковий податок).
Розділ 37 передбачає конституційний захист застави механіка.
Розділ 50 передбачає захист проти примусового продажу житла для покриття боргів, за винятком звернення стягнення на заборгованості з нерухомості (іпотека, податки, застави механіка, застави нерухомості). Розділ також обмежує розмір застави за нерухомість, який, в поєднанні з усіма іншими кредити під заставу будинку, не повинен перевищувати 80 відсотків від ринкової вартості будинку на момент отримання кредиту. Він також вимагає заставна кредитна лінія на будинок була не менш 4000 доларів США (хоча ніщо не заважає позичальникові негайно погасити частину кредиту).
Хоча Техас є штатом з правом на роботу, такий захист регулюються законом, в конституції такого положення немає.

### Стаття 17: «Спосіб внесення змін до Конституції цього штату»
Незважаючи на велику кількість поправок (і пропонованих поправок) до конституції з моменту її створення, єдиним способом внесення поправок до конституції, передбаченому статтею 17 є внесення через легіслатуру, причому деякі поправки підлягають затвердженню виборцями. Конституція не передбачає внесення поправок через ініціативи [en], конституційний конвент або будь-яким іншим способом. Конституційний конвент 1974 зажадав від виборців внести зміни до Конституції, щоб додати окремий розділ цієї статті; розділ був скасований в 1999 році.
Розділ також наказує специфічні деталі для повідомлення громадськості про вибори для затвердження поправок. Він вимагає, щоб законодавча влада заздалегідь опублікувала в газеті короткий огляд поправки і назва поправки в бюлетені. Він також вимагає, щоб повний текст кожної поправки був розміщені в кожному будинку суду округу не менше ніж за 50 днів (але не раніше ніж за 60 днів) до дати виборів.
На відміну від конституції США, якщо поправка приймається, то змінюється безпосередньо текст тієї частини конституції, яку зачіпає поправка (додається і / або віддаляється текст).

## Спроби перегляду
Через громіздкість конституції штату, були зроблені спроби розробити проєкт нової конституції або значного перегляду існуючої:
- Найбільш успішна зі спроб відбулася в 1969 році, коли 56 окремих застарілих положень (у тому числі повністю статті 13 і 22 цілі розділи із статей 10, 12, і 14) були успішно скасовані.
- У 1971 році законодавчий орган штату Техас запланував на листопад 1972 голосування поправку, яка закликала легіслатуру зібратися в січні 1974 на 90 днів, для проведення конституційного конвенту з метою розробки нової конституції штату. Поправка пройшла (тим самим додавши розділ 2, статті 17; розділ був пізніше скасований в листопаді 1999 року) і легіслатура зібралася в 1974 році. Однак, навіть після додаткових 60 днів для прийняття нової конституції не вистачило 3 голосів.
- У 1975 році законодавчі збори штату на черговій сесії запропонували набір з восьми поправок на основі відхиленої конституції. Усі вісім поправок були відхилені абсолютною більшістю виборців (в 250 з 254 округів штату, всі вісім поправки були відхилені і тільки в Дюваль і Уебб всі вісім поправок були схвалені виборцями).
- У 1979 році законодавчі збори винесло на голосування чотири поправки, на основі конвенції 1974, з яких три були схвалені виборцями:
  - Перша поправка, ввела єдину «оцінку району» для визначення податку на нерухомість в кожному окрузі (з метою забезпечення єдиної оцінної вартості на все майно в окрузі. До цього кожен податковий орган міг оцінювати нерухомість за різними критеріями.
  - Інша поправка дала право апеляційному суду Техасу розглядати апеляції у кримінальних справах (до цього апеляційні суди мали право розглядати тільки цивільні справи), за винятком смертних вироків.
  - Остання поправка дала обмежене право губернатору Техасу знімати з офіційних посад політиків штату.